# 14.1

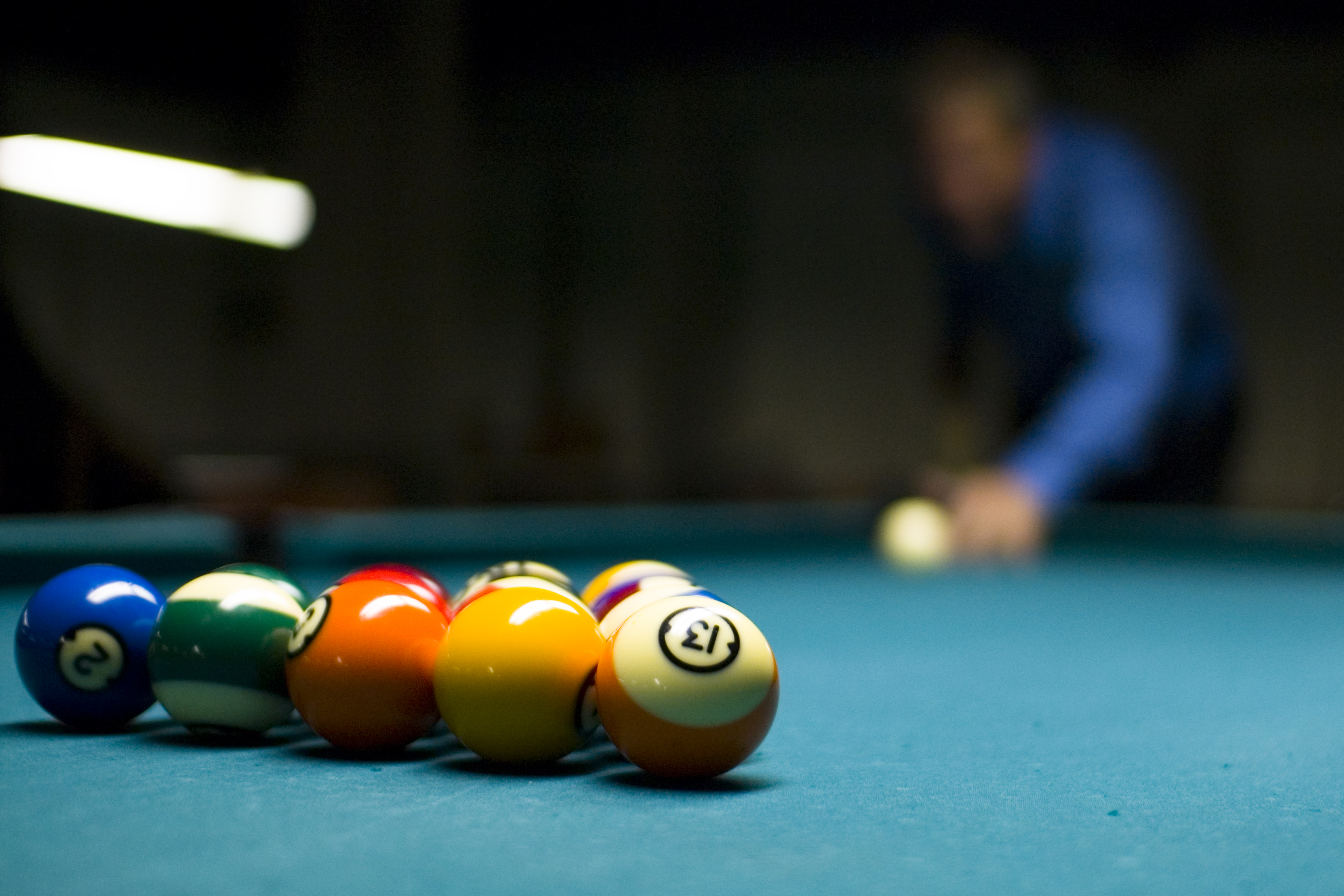
14.1開球前的球堆

14-1连续击球比赛是撞球運動的其中一種玩法，在9號球和8號球興盛之前是常見的撞球比賽項目，在美國、歐洲、阿根廷和日本等地區非常流行。
14.1的比賽目標就是將子球一一打進袋，打進一顆球得一分，直到取得比賽規定分數即可獲勝。一般是以100分為目標，也就是至少須打進100顆球才能獲勝，而職業賽通常要求達到125分。選手必須指定目標球號和入袋袋口，目標球落袋的方式不限，只要落入指定的袋口即可。
雖然14.1在美國、歐洲、菲律賓、日本、香港 、中國大陸和台灣等地區相當的興盛，但在其他地方仍不為所知。

## 首局排球
14.1首局中，必須將全部15顆子球排在三角框裡，最前端的子球中心落在腳點上。傳統的排法是將1號球排在球堆的右側角，15號則在左側角，剩下的球就任意排放，球與球之間必須緊密相連。然而，有些人認為擺放大花的球在球堆的最前端是種禮貌。
其他撞球的玩法在開球時都會盡量把球打散開，然而14.1比賽必須指定袋口，為避免給對手機會，所以開球時會盡量製造安全球，與司諾克撞球類似。
開球後，必須有子球落入指定的袋口，或至少兩顆子球碰到顆星邊（球檯邊框），否則視為犯規。首局開球犯規會以倒扣兩分做為處罰，之外，對手可選擇以球桌上的現狀繼續比賽或是請原方重新開球。
只有首局開球犯規才會倒扣兩分，其餘的犯規皆倒扣一分。連續三次犯規必須倒扣15分，然而15分不包含犯規本身的扣分，所以第一和第二次的犯規各扣一分，而第三次的犯規扣16分（犯規扣一分加上連續犯規扣15分）。

## 局間排球

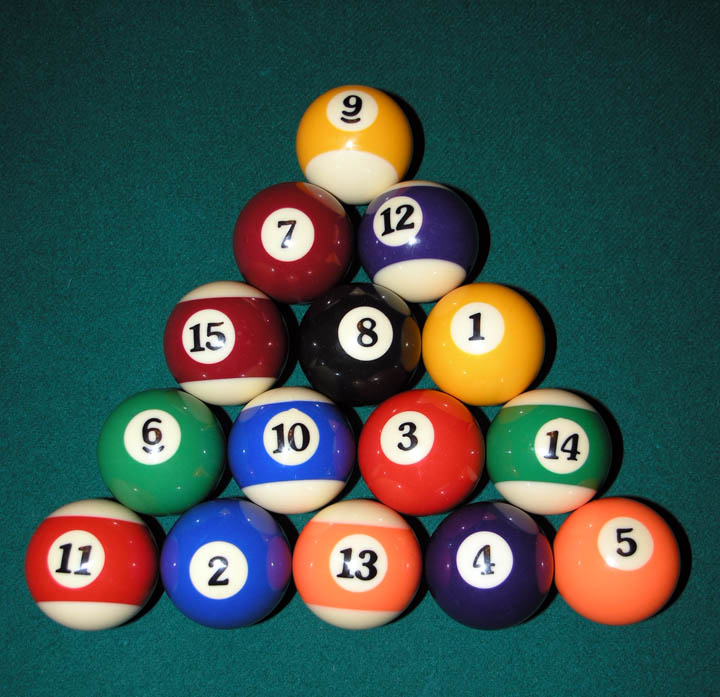
14.1的首局排球方式，若為局間排球，就把最前端的球位（也就是圖裡的9号球）空下

14.1的比賽通常必須達到15分以上的分數才能獲勝，因此需要進行多局才能分出勝負。若比賽進行到只剩下母球和一顆子球留在檯面上時，該局結束，並進行下一局。
局與局之間的排球方式與首局排球的方式有所不同。最後的母球和子球在排球區外時，如不影響排球，擺放其餘的14顆子球時，空出最前端的球位，而球堆的擺放位置以空缺的球位中心對應到腳點的位置為準。原檯面上的母球和子球位置不變，接著進行下一局。
14.1的名稱來自於局與局之間的排球方式（14顆重新排列的子球加上一顆留在原位且未重新排列的子球）。接著出杆
一局結束時，母球和子球停留的位置會影響到下局排球方式。說明如下：
（按：開球區指的是開球線（頭線）以後的區域。非粗體的部分為母球或子球改放的位置。）
| 最後子球                    | 最後母球                  | 最後母球                 | 最後母球                |
| 最後子球                    | 在排球區內                | 不在排球區內也不在頭點上 | 在頭點上                |
| --------------------------- | ------------------------- | ------------------------ | ----------------------- |
| 在排球區內                  | 子球：腳點 母球：開球區   | 子球：頭點 母球：原位置  | 子球：中點 母球：原位置 |
| 進袋                        | 子球：腳點 母球：開球區   | 子球：腳點 母球：原位置  | 子球：腳點 母球：原位置 |
| 頭線之後 且不在頭點上       | 子球：原位置 母球：頭點   |                          |                         |
| 不在頭線之後 也不在排球區內 | 子球：原位置 母球：開球區 |                          |                         |
| 在頭點上                    | 子球：原位置 母球：中點   |                          |                         |

## 外部連結
- 美國撞球協會14.1世界標準規則
- 誰毀了14.1？，R.A. Dyer，《撞球文摘》（網路版），2005年8月。